# Andrzej Handkiewicz
Andrzej Bolesław Handkiewicz (ur. 25 stycznia 1947 w Poznaniu) – polski inżynier, profesor nauk technicznych. Specjalizuje się w mikroelektronice i komputerowym wspomaganiu projektowania obwodów i systemów. Profesor zwyczajny na Wydziale Informatyki Politechniki Poznańskiej.

## Życiorys
Studia ukończył na Wydziale Elektrycznym Politechniki Poznańskiej, gdzie następnie został zatrudniony i zdobywał kolejne awanse akademickie. Habilitował się w 1988 na podstawie dorobku naukowego i rozprawy pt. Efektywne algorytmy syntezy filtrów z przełączanymi kondensatorami. Tytuł naukowy profesora nauk technicznych został mu nadany w 2002. Pracuje jako kierownik i profesor zwyczajny w Katedrze Inżynierii Komputerowej Wydziału Informatyki Politechniki Poznańskiej. Jest członkiem szeregu polskich i zagranicznych towarzystw naukowych i technicznych, m.in. IEEE Circuits and Systems Society oraz Sekcji Mikroelektroniki Komitetu Elektroniki i Telekomunikacji PAN (kadencja 2011-2014). W latach 1993–1999 pełnił funkcję prodziekana Wydziału Elektrycznego PP, zaś w latach 2005-2012 - funkcję prodziekana Wydziału Informatyki. Zagraniczne staże naukowe odbył na: Uniwersytecie w Pawii (1986), Uniwersytecie w Bochum (1987) oraz na Politechnice Federalnej w Zurychu (1990). Był wykładowcą Państwowej Wyższej Szkole Zawodowej w Lesznie.
Jest autorem książki pt. Mixed-Signal Systems: A Guide to CMOS Circuits Design (wyd. Wiley-IEEE 2002, ISBN 978-0-471-22853-0). Artykuły publikował w takich czasopismach jak m.in. "International Journal of Circuit Theory and Applications" oraz "Opto-Electronics Review".